# 勞動會館前停留場
勞動會館前停留場（日语：／ Rōdō-Kaikan-mae teiryūjō */?）是位於日本北海道函館市旭町的函館市交通局（函館市電車）東雲線已被廢除的鐵路車站。

## 歷史
- 參考函館市交通局的歷史。

## 車站構造
- 勞動會館前停留場擁有2個月台（側式月台）、2條電車路線（相反方向）。

## 車站周邊
- 函館市勞動會館
- 函館市政府
- 函館旭町郵政局

## 相鄰車站

### 已廢除的路線
函館市交通局
東雲線（於1992年4月1日廢除）
榮町－勞動會館前－松風町